# Гари (Кишертский район)
Гари — деревня в Кишертском районе Пермского Края. Входит в Осинцевское сельское поселение.

## География
Село на р. Лёк, правом притоке р. Сылва

## Население
| 2000 | 2004 | 2008 | 2010 | 2011 | 2012 | 2013 |
| ---- | ---- | ---- | ---- | ---- | ---- | ---- |
| 207  | ↘175 | ↘158 | ↘109 | →109 | ↗140 | ↘136 |
| 2015 | 2016 |      |      |      |      |      |
| ↗137 | ↗138 |      |      |      |      |      |

## Инфраструктура
Сельский клуб, магазин, ветпункт.

## Транспорт
Автобусный маршрут «Пашёво-Кишерть».